# Hyperolius laticeps
Hyperolius laticeps és una espècie de granota de la família Hyperoliidae que viu a Togo. Aquesta espècie és coneguda només en la zona de Togo. No hi ha cap mapa per a aquesta espècie, ja que la zona no està definida de manera específica. El seu hàbitat natural s'inclou l'aigua. No hi ha amenaces significatives per a la supervivència d'aquesta espècie.